# Grynkaka
Grynkaka är en maträtt och efterrätt bestående av en pudding med någon form av gryn som huvudingrediens. Den finns i många varianter. I Hälsingland och Gästrikland är rätten vanlig på julbordet.
Kring år 1900 gjordes den bland annat med korngryn, risgryn eller havregryn, sirap och njurtalg eller fläskspad tillsammans med nötkött eller fläskkött. Den typen av grynkaka smaksätts traditionellt med salt, vitpeppar och mejram (eventuellt även timjan). Ofta serverades den kokt eller ugnsgräddad med blodmat eller sylt. Som huvudrätt serveras den varm.
Under 2000-talet förekommer recept på risgrynspudding med saffran, liknande saffranspannkaka. Den kan innehålla bland annat risgryn, ägg, saffran och russin. Risgrynspuddingen görs genom att man först kokar risgrynsgröt. När man tillsätter mjölken tillsätter man även saffran. När saffransgröten kokat ihop och svalnat tillsätter man ägg och eventuellt russin och gräddar kakan i ugnen. Grynkakan brukar serveras kall.
Det är vanligt att överblivna rester steks upp.